# Djävulstobak
Djävulstobak (Lobelia tupa)  är en klockväxtart som beskrevs av Carl von Linné. Den ingår i släktet lobelior, och familjen klockväxter. Inga underarter finns listade i Catalogue of Life.
Den förekommer naturligt i Chile från Valparaíso och söderut till Los Lagos.
Dess växtsaft har använts som abortframkallande medel, och som hallucinogen, vilket kan vara en orsak till att växten ibland kallas Tabaco del Diablo (Djävulstobak). Namnet till trots har växten använts som ett motmedel mot nikotinberoende, då den innehåller alkaloiden lobelin, en nikotin-agonist. Urbefolkningen i Mapuche i södra Chile håller växten för att vara helig. Bladen från växten har visat sig innehålla substanser som kan stimulera andning.

## Bildgalleri

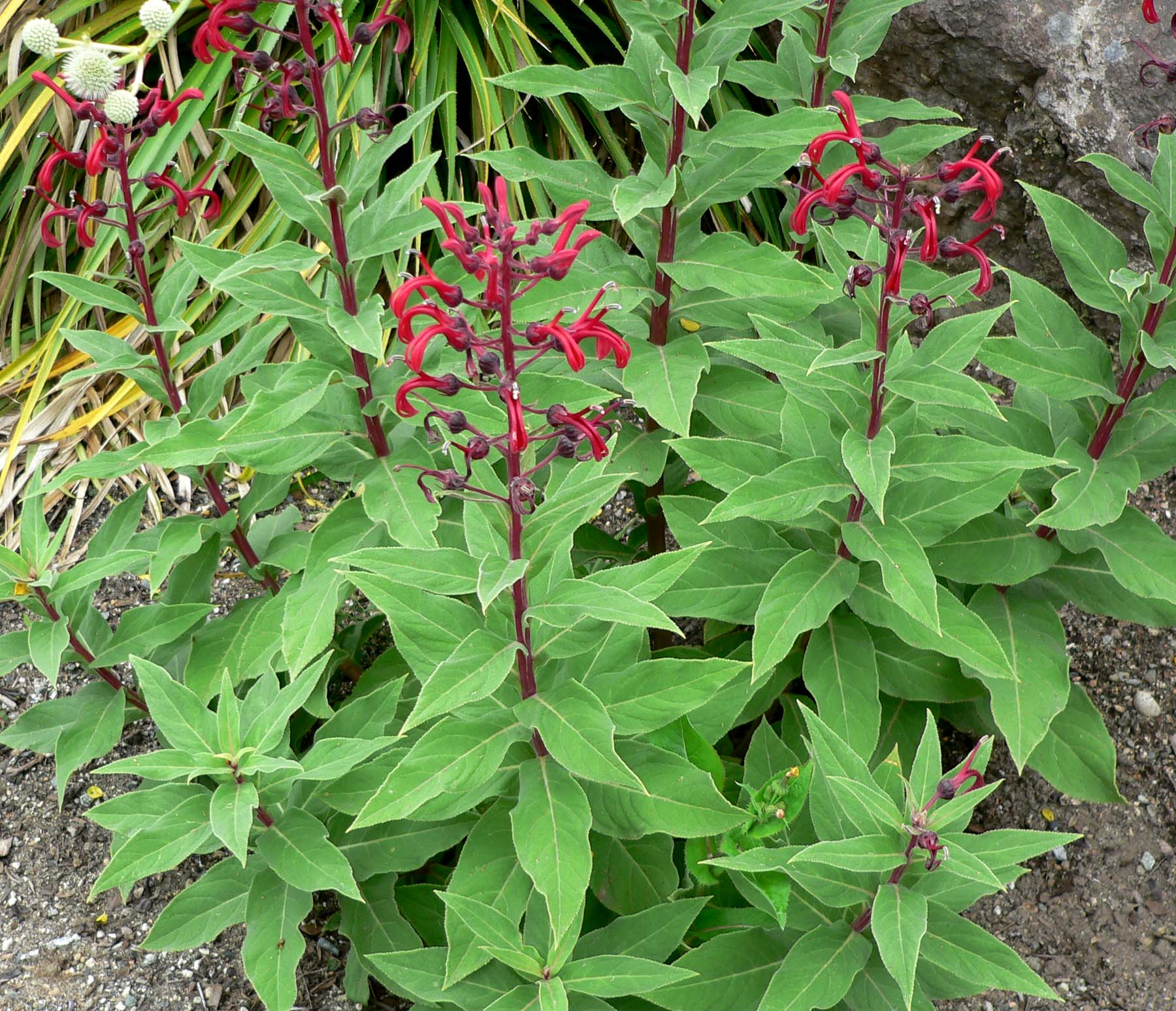
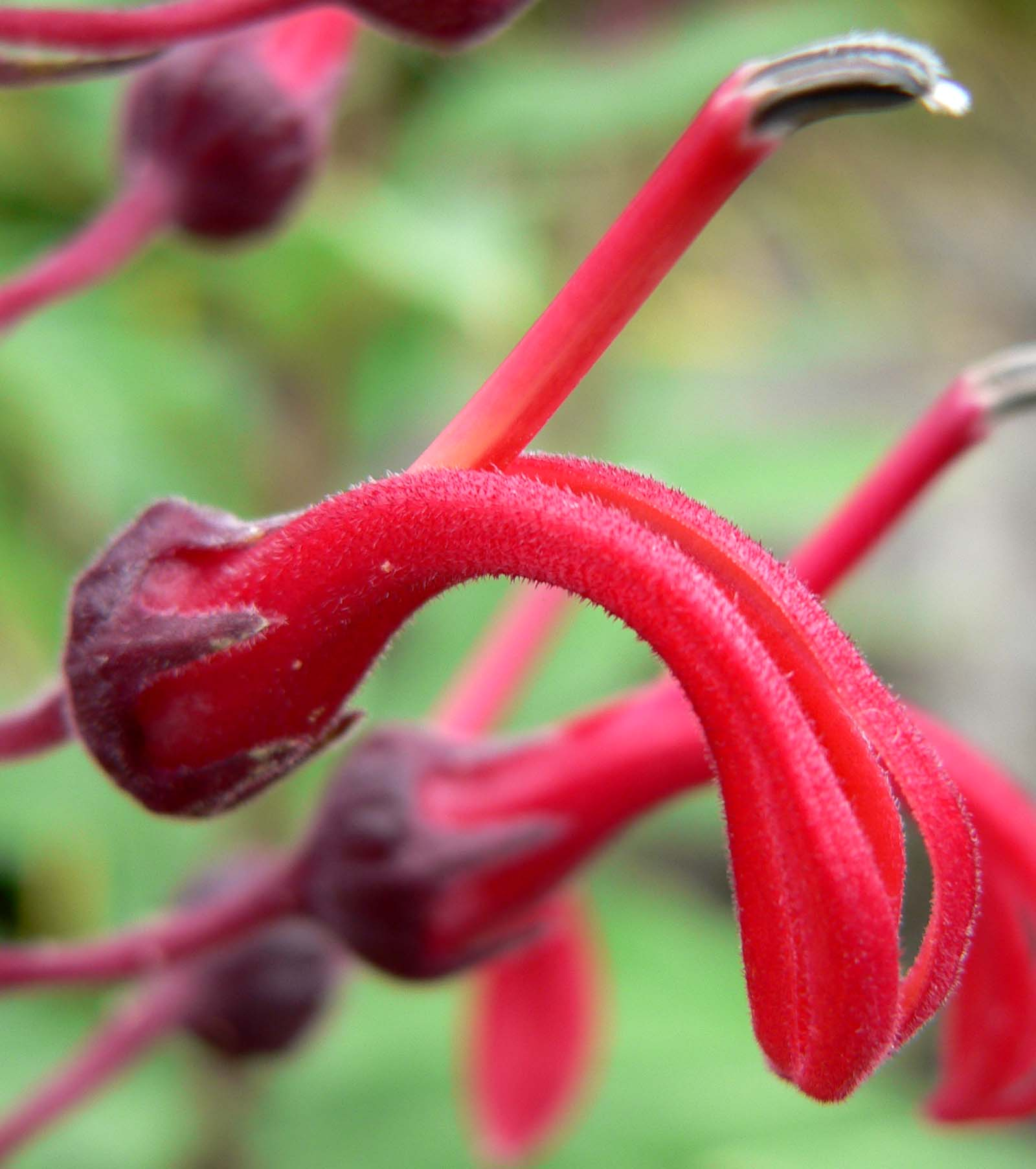